# Gedung Surian (plaats)
Gedung Surian is een bestuurslaag in het regentschap Lampung Barat van de provincie Lampung, Indonesië. Gedung Surian telt 2448 inwoners (volkstelling 2010).